# Tomorrowland (Ryan Bingham)
Tomorrowland è il quarto album in studio del cantautore statunitense Ryan Bingham, pubblicato nel 2012.

## Tracce
1. Beg for Broken Legs – 4:14
2. Western Shore – 6:01
3. Flower Bomb – 4:07
4. Guess Who's Knocking – 4:03
5. Heart of Rhythm – 3:35
6. I Heard 'em Say – 4:00
7. Rising of the Ghetto – 8:07
8. No Help from God – 6:41
9. Keep It Together – 4:31
10. Never Far Behind – 6:11
11. The Road I'm On – 2:21
12. Neverending Show – 4:59
13. Too Deep to Fill – 3:45